# Punchline (personaje)
Punchline (o Remate, en español) es un personaje ficticio que aparece en los cómics estadounidenses publicados por DC Comics, comúnmente en asociación con el supervillano Joker. Creada por James Tynion IV y Jorge Jiménez, apareció por primera vez en Batman (vol. 3) #89 (abril de 2020), durante el arco argumental de La guerra del Joker.

## Historia de publicación

### DC: Renacimiento
Debutando poco antes de La guerra del Joker, Alexis Kaye es una estudiante universitaria que desarrolla una obsesión enfermiza con el Joker, después de encontrarlo durante un espantoso viaje de la escuela secundaria. Al enfrentarse a la pena de muerte por el crimen que cometió recientemente, Kaye es declarada inocente. Al ser liberada de la corte, desarrolla un complot para convertirse en la nueva compañera y novia del Joker.

### Frontera Infinita
En 2022 el personaje recibió una serie limitada titulada Punchline: The Gotham Game, en la que deja al Joker y se convierte en la nueva líder de la Banda de la Escalera Real de Gotham. El título se publicó en 6 números y fue guionizado por Tini Howard, con arte proporcionado por Blake Howard y Gleb Melnikov.

### Dawn of DC
En el arco argumental Knight Terrors, Punchline y la Banda de la Escalera Real intentan irrumpir en la Torre del Reloj supuestamente abandonada que fue utilizada por la Batfamilia. Con una gran cantidad de héroes en el reino de las pesadillas, ella cree que el proceso será una tarea fácil antes de encontrarse cara a cara con su miedo más profundo.

## Equipación
A diferencia de la mayoría de los villanos de DC, Punchline no tiene poderes ni habilidades metahumanos. Sin embargo, es experta en empuñar cuchillos y utiliza el veneno del Joker junto con otras toxinas.